# Tulkörtssläktet
Tulkörtssläktet (Vincetoxicum) är ett släkte i familjen oleanderväxter med 15 arter från Eurasien. I Sverige finns tulkört (V. hirundinaria) vildväxande, och några arter odlas som trädgårdsväxter.
De är fleråriga örter med mjölksaft och kraftiga jordstammar. De kan växa upprätt eller slingrande. Stjälken är upprätt, vanligen ogrenad och ensidigt hårig upptill. Bladen har korta bladskaft och är motsatta, enkla, lansettlika till brett äggrunda med utdragen spets. Blommorna sitter i knippen i de övre bladvecken. Kronan är fatlik, djupt femflikig och vriden i knoppstadiet. Frukten består av två kapsellika delfrukter, men ofta utvecklas endast en av delfrukterna. Fröna är ovala, tillplattade och med stor hårtofs.

### Webbkällor
- Svensk Kulturväxtdatabas